# Vanessa ochrobrunnea
Vanessa ochrobrunnea är en fjärilsart som beskrevs av Fritsch 1913. Vanessa ochrobrunnea ingår i släktet Vanessa och familjen praktfjärilar. Inga underarter finns listade i Catalogue of Life.